# Janis Marku
Janis Marku (gr. Γιάννης Μάρκου; ur. 10 stycznia 1992 w Atenach) – grecki siatkarz, grający na pozycji atakującego. 

## Sukcesy klubowe
Superpuchar Grecji:
- 2010

Puchar Ligi Greckiej:
- 2013

Puchar Grecji:
- 2013

Mistrzostwo Grecji:
- 2013
- 2016